# 544 pr. n. št.

## Rojstva
- Sundzi, kitajski general, diplomat in vojaški teoretik († 496 pr. n. št.)